# Titularbistum Batnae dei Siri
Batnae dei Siri (ital.: Batne dei Siri) ist ein Titularbistum der katholischen Kirche, das vom Papst an Titularbischöfe der mit Rom unierten Syrisch-katholischen Kirche vergeben wird.
Es geht zurück auf einen untergegangenen Bischofssitz in der antiken Stadt Batnae, die in der römischen Provinz Mesopotamia bzw. in der Spätantike Osrhoene in der Türkei lag. 
| Titularbischöfe von Batnae dei Siri |                              |                                         |                  |                  |
| Nr.                                 | Name                         | Amt                                     | von              | bis              |
| 1                                   | Ignatius Gabriel I. Tappouni | Apostolischer Vikar von Mardin (Türkei) | 19. Januar 1913  | 24. Februar 1921 |
| 2                                   | Atanasio Behnam Kalian       | Weihbischof in Antiochia (Libanon)      | 26. Februar 1921 | 6. August 1929   |
| 3                                   | Basile Pierre Charles Habra  | Weihbischof in Kairo (Ägypten)          | 6. Juli 1963     | 3. Dezember 1965 |
| 4                                   | Gregorios Elias Tabé         | Weihbischof in Damaskus (Syrien)        | 24. Juni 1995    | 25. Mai 1996     |
| 5                                   | Grégoire Pierre Abdel-Ahad   | Weihbischof in Antiochia (Libanon)      | 29. Juni 1996    | 20. Februar 2001 |
| 6                                   | Grégoire Pierre Melki        | Weihbischof in Antiochia (Libanon)      | 25. Februar 2002 |                  |